# (25348) Wisniowiecki
(25348) Wisniowiecki est un astéroïde de la ceinture principale d'astéroïdes.

## Description
(25348) Wisniowiecki est un astéroïde de la ceinture principale d'astéroïdes. Il fut découvert le 9 septembre 1999 à Socorro (Nouveau-Mexique) par le projet LINEAR. Il présente une orbite caractérisée par un demi-grand axe de 2,26 UA, une excentricité de 0,06 et une inclinaison de 6,6° par rapport à l'écliptique.

## Compléments